# 神羅万象
『神羅万象』（しんらばんしょう）は1987年に日本テレネットから発売されたPC-88VA専用ゲームソフト、定価は7800円。「超能力者たちの塔」というサブタイトルがついている。

## 概要
科学文明の滅んだ未来の世界。世界を守る女神ソラリスが司る強大なエネルギーを、女神を倒し奪いとろうとする魔王が現れた。誰かが魔王を倒し女神を守り抜き、世界を救わなければならない。というのが本作のストーリーである。
プレイヤーは5人の勇者の中から1人を選んでゲームを始め、画面奥を前方とした（1985年のスペースハリアーに代表されるような）3Dシューティングのパートと、横スクロールの2Dアクションパートを繰り返してゲームを進める。
選択したキャラクターによってエンディングが異なる。発売前は行動によってエンディングが変化すると雑誌にて宣伝されていたが、実際にはプレイ内容で変化するマルチエンディングは採用されなかった。
斬九丸を除いた4人はESPと呼ばれる特殊能力を使うことができる。（斬九丸は飛行能力のみという設定。）5人のキャラクターの選び方が、難易度設定の代わりになっており、斬九丸が最も難しいが、唯一のグッドエンディングを迎えることができる。

## キャラクター
- 女神ソラリス
  - 3009年　波乱の世の中を制した女神。

- 5人の勇者達
  - ガルシア
    - 百戦錬磨　世界大戦の英雄　片手に機関銃を持っている。

  - アマクサ
    - 嵐を呼ぶ男　風神の化神　修験者のような姿である。

  - 毘沙門
    - 帝釈天四天王の仏法守護神。

  - 斬九丸
    - 新世紀最強の新撰組リーダー　刀を持っているので　2Dではやや有利。3Dでの連射能力が鈍く、最も難しい。唯一のグッドエンディングが得られる主人公。

  - マーラー
    - 暗黒の力を手にした黒魔術師。

- 魔王（魔王テンカイ）
  - ソラリスの命を狙う大ボス、しかし彼を倒しただけではすべてが終わるわけではなかった。
  - あるプレイヤーキャラクターととても深い縁を持つ。